# والیبال قهرمانی زیر ۲۰ سال زنان جهان
والیبال قهرمانی زیر ۲۰ سال زنان جهان (انگلیسی: Women's Junior Volleyball World Championship) مسابقات والیبال بین‌المللی تیم‌های ملی جوانان است. این رقابت‌ها برای اولین بار در سائو پائولو برزیل در سال ۱۹۷۷ انجام گرفت.

## خلاصه نتایج
| سال         | میزبان                            | قهرمان               | نتیجه         | نایب قهرمان           | سوم         | نتیجه         | چهارم                 |
| ----------- | --------------------------------- | -------------------- | ------------- | --------------------- | ----------- | ------------- | --------------------- |
| ۱۹۷۷ جزئیات | سائو پائولو                       | · کرهٔ جنوبی          | رقابت دوره ای | · چین                 | · ژاپن      | رقابت دوره ای | · برزیل               |
| ۱۹۸۱ جزئیات | مکزیکو سیتی                       | · کرهٔ جنوبی          | ۱-۳           | · پرو                 | · ژاپن      | ۰-۳           | · مکزیک               |
| ۱۹۸۵ جزئیات | میلان                             | · کوبا               | ۱-۳           | · ژاپن                | · چین       | ۱-۳           | · برزیل               |
| ۱۹۸۷ جزئیات | سئول                              | · برزیل              | ۰-۳           | · کرهٔ جنوبی           | · چین       | ۲-۳           | · ژاپن                |
| ۱۹۸۹ جزئیات | لیما                              | · برزیل              | ۲-۳           | · کوبا                | · ژاپن      | ۰-۳           | · پرو                 |
| ۱۹۹۱ جزئیات | برنو                              | · اتحاد جماهیر شوروی | ۰-۳           | · برزیل               | · ژاپن      | ۱-۳           | · چین                 |
| ۱۹۹۳ جزئیات | برازیلیا                          | · کوبا               | ۰-۳           | · اوکراین             | · کرهٔ جنوبی | ۰-۳           | · پرو                 |
| ۱۹۹۵ جزئیات | بانکوک                            | · چین                | ۰-۳           | · برزیل               | · روسیه     | ۰-۳           | · ژاپن                |
| ۱۹۹۷ جزئیات | گدانسک                            | · روسیه              | ۲-۳           | · ایتالیا             | · چین       | ۰-۳           | · ژاپن                |
| ۱۹۹۹ جزئیات | ساسکاتون                          | · روسیه              | ۰-۳           | · برزیل               | · کرهٔ جنوبی | ۲-۳           | · چین                 |
| ۲۰۰۱ جزئیات | سانتو دومینگو                     | · برزیل              | ۰-۳           | · کرهٔ جنوبی           | · چین       | ۰-۳           | · ایتالیا             |
| ۲۰۰۳ جزئیات | سوپان بوری                        | · برزیل              | ۲-۳           | · چین                 | · لهستان    | ۰-۳           | · هلند                |
| ۲۰۰۵ جزئیات | آنکارا / استانبول                 | · برزیل              | ۱-۳           | · صربستان و مونته‌نگرو | · چین       | ۲-۳           | · ایتالیا             |
| ۲۰۰۷ جزئیات | ناخون راتچاسیما                   | · برزیل              | ۱-۳           | · چین                 | · ژاپن      | ۲-۳           | · ایالات متحده آمریکا |
| ۲۰۰۹ جزئیات | مخیکالی٬ باخا کالیفرنیا / تیخوانا | · آلمان              | ۰-۳           | · دومینیکن            | · برزیل     | ۲-۳           | · بلغارستان           |
| ۲۰۱۱ جزئیات | لیما / تروخیو                     | · ایتالیا            | ۱-۳           | · برزیل               | · چین       | ۱-۳           | · ایالات متحده آمریکا |
| ۲۰۱۳ جزئیات | برنو                              | · چین                | ۰-۳           | · ژاپن                | · برزیل     | ۰-۳           | · ایتالیا             |
| ۲۰۱۵ جزئیات | پورتوریکو                         | · دومینیکن           | ۲-۳           | · برزیل               | · ایتالیا   | ۰-۳           | · ژاپن                |
| ۲۰۱۷ جزئیات | بوک دل ریو/کوردوبا                | · چین                | ۰-۳           | · روسیه               | · ژاپن      | ۲-۳           | · ترکیه               |
| ۲۰۱۹ جزئیات | آگوئاسکالینتس/لئون                | · ژاپن               | ۲-۳           | · ایتالیا             | · روسیه     | ۱-۳           | · ترکیه               |
| ۲۰۲۱ جزئیات | هلند/بلژیک                        | · ایتالیا            | ۰-۳           | · صربستان             | · روسیه     | ۲-۳           | · هلند                |
| ۲۰۲۳ جزئیات | آگوئاسکالینتس/لئون                |                      |               |                       |             |               |                       |

## جدول مدال‌ها
| رتبه  | کشورها    | طلا | نقره | برنز | مجموع |
| ۱     | برزیل     | ۶   | ۴    | ۲    | ۱۲    |
| ۲     | روسیه     | ۳   | ۰    | ۱    | ۴     |
| ۳     | چین       | ۲   | ۳    | ۶    | ۱۱    |
| ۴     | کرهٔ جنوبی | ۲   | ۲    | ۲    | ۶     |
| ۵     | کوبا      | ۲   | ۱    | ۰    | ۳     |
| ۶     | ایتالیا   | ۱   | ۱    | ۰    | ۲     |
| ۷     | آلمان     | ۱   | ۰    | ۰    | ۱     |
| ۸     | ژاپن      | ۰   | ۲    | ۵    | ۷     |
| 9     | پرو       | ۰   | ۱    | ۰    | ۱     |
| 9     | دومینیکن  | ۰   | ۱    | ۰    | ۱     |
| 9     | صربستان   | ۰   | ۱    | ۰    | ۱     |
| 9     | اوکراین   | ۰   | ۱    | ۰    | ۱     |
| ۱۳    | لهستان    | ۰   | ۰    | ۱    | ۱     |
| مجموع | مجموع     | ۱۷  | ۱۷   | ۱۷   | ۵۱    |